# جشنواره فیلم مترو مانیل
جشنواره فیلم مترو مانیل (انگلیسی: Metro Manila Film Festival) یک جشنواره سالانه فیلم است که در مترو مانیل، فیلیپین برگزار می‌شود. این جشنواره که از ۲۵ دسامبر تا روز سال نو میلادی (کریسمس) برگزار می‌شودو تا هفته اول آخر ژانویه سال بعد برگزار می‌شود، فیلم‌های فیلیپینی را مورد توجه قرار می‌دهد. در طول جشنواره، سالن‌های سینما فقط فیلم‌هایی را نشان می‌دهند که مورد تأیید هیئت داوران آن قرار گرفته و فیلم‌های خارجی را به استثنای سالن‌های سه بعدی و سالن‌های آی مکس مستثنی می‌کنند.